# Елизаветино (городской округ Электросталь)
Елизаветино — посёлок в городском округе Электросталь Московской области России.

## Население
| 1852 | 1859 | 2002  | 2006  | 2010 |
| ---- | ---- | ----- | ----- | ---- |
| 122  | ↘73  | ↗1023 | ↗1025 | ↘930 |

## География
Посёлок Елизаветино расположен на востоке Московской области, на Носовихинском шоссе, примерно в 42 км к востоку от Московской кольцевой автодороги и 16 км к югу от центра города Ногинска, по правому берегу реки Вохонки бассейна Клязьмы.
В 14 км к юго-западу от посёлка проходит Егорьевское шоссе Р105, в 12 км к северу — Горьковское шоссе М7, в 3 км к западу — Московское малое кольцо А107, в 27 км к востоку — Московское большое кольцо А108, севернее посёлка — пути Горьковского направления и хордовой линии Мытищи — Фрязево Ярославского направления Московской железной дороги. Ближайшие населённые пункты — посёлок Фрязево, деревни Всеволодово и Грибаново.
В посёлке 9 улиц — Берёзовая, Елизаветинская, Набережная, Озёрная, отделение Бабеево, Прудная, Фермерская, Центральная, Южная; 1 переулок — Центральный; приписано 2 садоводческих товарищества (СНТ).
Связан автобусным сообщением со станцией Фрязево Горьковского направления МЖД и городом Павловским Посадом.

## История
В середине XIX века сельцо Елисаветино относилось ко 2-му стану Богородского уезда Московской губернии и принадлежало гвардии ротмистру Всеволоду Николаевичу Сипягину, в сельце было 20 дворов, крестьян 70 душ мужского пола и 52 души женского.
В «Списке населённых мест» 1862 года — владельческое сельцо 2-го стана Богородского уезда Московской губернии по правую сторону железной Нижегородской дороги (от Москвы), в 15 верстах от уездного города и 20 верстах от становой квартиры, при пруде, с 1 двором, заводом и 73 жителями (40 мужчин, 33 женщины).
В советские годы населённый пункт именовался посёлком центральной усадьбы совхоза «Фрязево». Решением Московской областной думы от 28 октября 1998 года № 6/32 был переименован в Елизаветино.
1959—1963, 1965—1994 гг. — посёлок Стёпановского сельсовета Ногинского района.
1963—1965 гг. — посёлок Стёпановского сельсовета Орехово-Зуевского укрупнённого сельского района.
1994—2006 гг. — посёлок Стёпановского сельского округа Ногинского района.
2006—2018 гг. — посёлок сельского поселения Стёпановское Ногинского муниципального района.
С 1 января 2018 в составе городского округа Электросталь Московской области.